# Jerzy Witold Jahn
Jerzy Witold Jahn (ur. 9 marca 1921 w Łodzi, zm. 18 marca 1987 tamże) – elektryk, działacz samorządowy, działacz turystyczny Polskiego Towarzystwa Turystyczno-Krajoznawczego (PTTK) w Łodzi.

## Nauka i praca
Urodził się w dniu 9 marca 1921 w Łodzi. W 1940 wraz z rodzicami był przymusowo wysiedlony z Łodzi, zaliczonej do Warteland-u w III Rzeszy, którą okupant hitlerowski nazwał Litzmannstadt, do Nowego Sącza, tam pracował w magistracie jako inkasent.
W 1945 wrócił do Łodzi i podjął przerwaną w 1939 naukę w Liceum Elektrycznym i w 1946 uzyskał świadectwo dojrzałości. We wrześniu 1946 rozpoczął pracę w Zakładzie Energetycznym Łódź ̶ Teren (ZEŁ ̶ T) w którym pracował aż do przejścia na emeryturę w 1981.

## Działalność pozazawodowa
- Był działaczem związkowym – wieloletnim przewodniczącym Rady Zakładowej Związków Zawodowych Energetyków w ZEŁ ̶ T.
- Był aktywnym członkiem Towarzystwa Krzewienia Kultury Fizycznej w ZEŁ ̶ T i Federacji Sportowej "Energetyk".
- Był członkiem PTTK od 1954. Działał głównie w turystyce górskiej w Górach Świętokrzyskich i w Beskidach. W 1961 uzyskał uprawnienia Przodownika Turystyki Górskiej. W 1982 otrzymał godność Honorowego Przodownika Turystyki Górskiej.

W PTTK organizował początkowo wiosenne rajdy w Górach Świętokrzyskich, w 1965 pełnił funkcję kierownika rajdu. Potem współdziałał w organizacji rajdów "Łysogóry ̶ Jesień", zlotów Przodowników GOT, rajdów w Bieszczadach i Zachodnich Sudetach, rajdów energetyków. W 1962 był kierownikiem "V Jubileuszowego Rajdu Pieszego" i Zlotu Motorowego Energetyków w Beskidzie Sądeckim.
Zmarł w dniu 18 marca 1987. Pochowany na cmentarzu św. Franciszka przy ul. Rzgowskiej w Łodzi.

## Odznaczenia i wyróżnienia
- Krzyż Kawalerski Orderu Odrodzenia Polski,
- Złoty Krzyż Zasługi,
- Honorowa Odznaka Województwa Łódzkiego,
- Złota Honorowa Odznaka PTTK.